# Postępowanie podatkowe
Postępowanie podatkowe − rodzaj postępowania administracyjnego, które przeprowadzane jest przez organ podatkowy pierwszej instancji (naczelnik urzędu skarbowego, naczelnik urzędu celno-skarbowego, wójt, burmistrz, prezydent miasta, starosta, marszałek województwa). Postępowanie podatkowe wszczynane jest z urzędu lub na wniosek podatnika. Jeśli rozpoczyna się z urzędu, odpowiedni organ wydaje postanowienie, którego doręczenie rozpoczyna procedurę. Postępowanie podatkowe jest dwuinstancyjne. Zakres postępowania i tryb jego przeprowadzania określone są w Ordynacji podatkowej.
Celem postępowania podatkowego jest określenie wymiaru podatku. Procedura postępowania podatkowego rozpoczyna się najczęściej w wyniku stwierdzenia nieprawidłowości w rozliczeniu podatkowym określonych na podstawie przeprowadzonej kontroli podatkowej.

## Strony postępowania podatkowego
- podatnik,
- płatnik podatku,
- inkasent,
- następca prawny wyżej wymienionych podmiotów,
- osoby trzecie, które z uwagi na swój interes prawny żądają czynności organu podatkowego, do której czynność organu podatkowego się odnosi lub której interesu prawnego działanie organu podatkowego dotyczy.

## Przebieg postępowania podatkowego
1. Postępowanie wyjaśniające – polega na ustaleniu stanu faktycznego sprawy, przeprowadzeniu postępowania dowodowego, podatnik ma obowiązek brać czynny udział w postępowaniu dowodowym, załatwienie sprawy wymagającej przeprowadzenia postępowania dowodowego powinno nastąpić bez zbędnej zwłoki, jednak nie później niż w ciągu miesiąca, a sprawy szczególnie skomplikowanej – nie później niż w ciągu 2 miesięcy od dnia wszczęcia postępowania.
2. Ustalenie obowiązku podatkowego – ustaleniu rzeczywistej wielkości zobowiązania podatkowego oraz podmiotu zobowiązanego do uiszczenia kwoty podatku.
3. Wydanie decyzji dotyczącej zobowiązania podatkowego – decyzja zawiera powołanie podstawy prawnej, treść rozstrzygnięcia, uzasadnienie faktyczne i prawne oraz pouczenie o trybie odwoławczym, doręczana jest na piśmie
4. Postępowanie odwoławcze –  odwołanie podatnik może wnieść w ciągu 14 dni od dnia ogłoszenia decyzji lub doręczenia odwołanie do organu odwoławczego, istnieją decyzje, od których podatnikowi nie przysługuje odwołanie, takie decyzje są ostateczne.